# Underwoodisaurus
Underwoodisaurus es un género de gecos de la familia Carphodactylidae. Es endémico de Australia.
Son los reptiles más pequeños, con una cola espesa, con los pies más largos y delgados y los ojos grandes coronados por una perla.[cita requerida]

## Especies
Se reconocen las siguientes dos especies:
- Underwoodisaurus milii (Bory de Saint-Vincent, 1825)
- Underwoodisaurus seorsus Doughty & Oliver, 2011